# Ronde van Frankrijk 2023/Tweede etappe

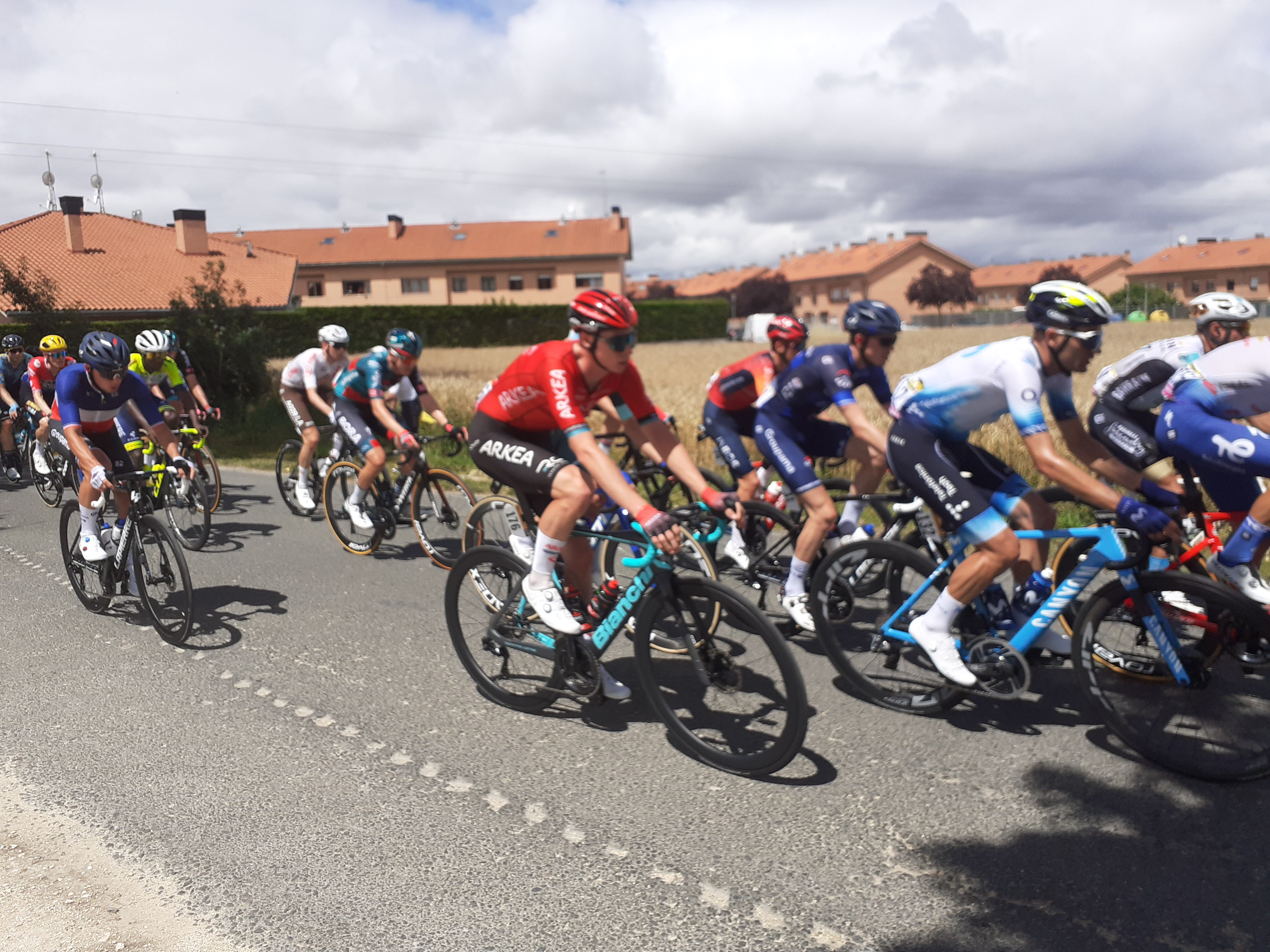
Het peloton in Alegría-Dulantzi

De tweede etappe van de Ronde van Frankrijk 2023 was een heuvelrit met een lengte van 208,9 kilometer. De etappe werd verreden op 2 juli met de start in Vitoria-Gasteiz en de finish in San Sebastián. 

## Parcours
Het parcours had een vlakke aanloop met de tussensprint na 40,6 kilometer in Legutio. In het vervolg van de etappe lagen vijf heuvels van achtereenvolgens, derde, vierde, derde en vierde categorie en de laatste beklimming was van tweede categorie. De laatste heuvel is bekend van de Clásica San Sebastián, de Jaizkibel met een klim van 8,1 kilometer lang, daarna volgde de afdaling naar de finish in San Sebastian.

## Verloop
Victor Lafay heeft verrassend de tweede etappe van de Tour de France gewonnen. 
De Amerikaanse drager van de bolletjestrui Neilson Powless (EF) was er na tien kilometer koers vandoor gegaan om zijn bergtrui te verdedigen. Hij kreeg hulp van de Noorse buffel Edvald Boasson Hagen (TotelEnergies) en Franse diesel Rémi Cavagna (QuickStep), wist 6 punten te halen en behield daarme de trui voor het bergklassement.
Op 35 kilometer van de finish kwam er snelheid in het uitgedunde peloton onder aanvoering van Team Jumbo-Visma oen ging met een noodgang de Jaizkibel over.
De Fransman Victor Lafay van Cofidis plaatste een beslissende aanval bij het ingaan van de laatste kilometer, wetende dat hij in de sprint niet mee had gekund met enkele grote namen in de overgebleven kopgroep. Wout van Aert en Tadej Pogačar kwamen net te laat. Dat was vooral voor Van Aert een grote teleurstelling, nadat Jumbo-Visma zaterdag in de eerste etappe van de Tour ook al geen succes had behaald. Lafay kreeg door de etappewinst de groene trui en Adam Yates behield de gele trui.

## Uitslag etappe
| Vitoria-Gasteiz – San Sebastian (208,9 km) |                          |                     |          |
| Plaats                                     | Naam                     | Ploeg               | Tijd     |
| 1                                          | Victor Lafay             | Cofidis             | 4u46'39" |
| 2                                          | Wout van Aert            | Team Jumbo-Visma    | z.t.     |
| 3                                          | Tadej Pogačar            | UAE Team Emirates   | z.t.     |
| 4                                          | Tom Pidcock              | INEOS Grenadiers    | z.t.     |
| 5                                          | Pello Bilbao             | Bahrain-Victorious  | z.t.     |
| 6                                          | Mattias Skjelmose Jensen | Lidl-Trek           | z.t.     |
| 7                                          | Michael Woods            | Israel-Premier Tech | z.t.     |
| 8                                          | Romain Bardet            | Team DSM            | z.t.     |
| 9                                          | Dylan Teuns              | Israel-Premier Tech | z.t.     |
| 10                                         | Jai Hindley              | BORA-hansgrohe      | z.t.     |
|                                            |                          |                     |          |
| 21                                         | Wilco Kelderman          | Team Jumbo-Visma    | z.t.     |

 –  Neilson Powless was de strijdlustigste renner van de tweede etappe.

## Klassementen

### Algemeen klassement
| Algemeen klassement (gele trui) |                          |                     |          |
| Plaats                          | Naam                     | Ploeg               | Tijd     |
| Gele trui                       | Adam Yates               | UAE Team Emirates   | 9u09'18" |
| 2                               | Tadej Pogačar            | UAE Team Emirates   | + 6"     |
| 3                               | Simon Yates              | Team Jayco AlUla    | z.t.     |
| 4                               | Victor Lafay             | Cofidis             | + 12"    |
| 5                               | Wout van Aert            | Team Jumbo-Visma    | + 16"    |
| 6                               | Jonas Vingegaard         | Team Jumbo-Visma    | + 17"    |
| 7                               | Michael Woods            | Israel-Premier Tech | + 22"    |
| 8                               | Mattias Skjelmose Jensen | Lidl-Trek           | z.t.     |
| 9                               | Jai Hindley              | BORA-hansgrohe      | z.t.     |
| 10                              | Mikel Landa              | Bahrain-Victorious  | z.t.     |
|                                 |                          |                     |          |
| 13                              | Wilco Kelderman          | Team Jumbo-Visma    | z.t.     |

### Puntenklassement
| Puntenklassement (groene trui) |                      |                     |        |
| Plaats                         | Naam                 | Ploeg               | Punten |
| Groene trui                    | Victor Lafay         | Cofidis             | 65     |
| 2                              | Tadej Pogačar        | UAE Team Emirates   | 42     |
| 3                              | Wout van Aert        | Team Jumbo-Visma    | 36     |
| 4                              | Michael Woods        | Israel-Premier Tech | 31     |
| 5                              | Adam Yates           | UAE Team Emirates   | 30     |
| 6                              | Simon Yates          | Team Jayco AlUla    | 25     |
| 7                              | Jai Hindley          | BORA-hansgrohe      | 21     |
| 8                              | Jasper Philipsen     | Alpecin-Deceuninck  | 21     |
| 9                              | Pascal Eenkhoorn     | Lotto-Dstny         | 20     |
| 10                             | Edvald Boasson Hagen | Team TotalEnergies  | 20     |

### Bergklassement
| Bergklassement (bolletjestrui) |                      |                          |        |
| Plaats                         | Naam                 | Ploeg                    | Punten |
| Bolletjestrui                  | Neilson Powless      | EF Education-EasyPost    | 11     |
| 2                              | Tadej Pogačar        | UAE Team Emirates        | 7      |
| 3                              | Jonas Vingegaard     | Team Jumbo-Visma         | 4      |
| 4                              | Pascal Eenkhoorn     | Lotto-Dstny              | 3      |
| 5                              | Georg Zimmermann     | Intermarché-Circus-Wanty | 3      |
| 6                              | Jonas Gregaard       | Uno-X Pro Cycling Team   | 2      |
| 7                              | Simon Yates          | Team Jayco AlUla         | 2      |
| 8                              | Esteban Chaves       | EF Education-EasyPost    | 3      |
| 9                              | Edvald Boasson Hagen | Team TotalEnergies       | 2      |
| 10                             | Jonas Abrahamsen     | Uno-X Pro Cycling Team   | 1      |

### Jongerenklassement
| Jongerenklassement (witte trui) |                            |                        |          |
| Plaats                          | Naam                       | Ploeg                  | Tijd     |
| Witte trui                      | Tadej Pogačar              | UAE Team Emirates      | 9u09'24" |
| 2                               | Carlos Rodríguez           | INEOS Grenadiers       | + 16"    |
| 3                               | Mattias Skjelmose Jensen   | Lidl-Trek              | z.t.     |
| 4                               | Tom Pidcock                | INEOS Grenadiers       | + 37"    |
| 5                               | Tobias Halland Johannessen | Uno-X Pro Cycling Team | + 3'02"  |
| 6                               | Matthew Dinham             | Team DSM-Firmenich     | z.t.     |
| 7                               | Corbin Strong              | Israel-Premier Tech    | + 5'37"  |
| 8                               | Felix Gall                 | AG2R-Citroën           | z.t.     |
| 9                               | Mathieu Burgaudeau         | Team TotalEnergies     | + 10'54" |
| 10                              | Matis Louvel               | Arkéa-Samsic           | z.t.     |
|                                 |                            |                        |          |
| 12                              | Maxim Van Gils             | Lotto-Dstny            | + 13'48" |
| 17                              | Lars van den Berg          | Groupama-FDJ           | + 25'39" |

### Ploegenklassement
| Ploegenklassement |                    |           |
| Plaats            | Ploeg              | Tijd      |
|                   | Team Jumbo-Visma   | 27u29'00" |
| 2                 | Bahrain-Victorious | + 42"     |
| 3                 | INEOS Grenadiers   | z.t.      |
| 4                 | UAE Team Emirates  | + 1'07"   |
| 5                 | Lidl-Trek          | + 3'26"   |

## Uitvaller
- Richard Carapaz (EF Education-EasyPost): Niet gestart in de tweede etappe na de valpartij in de eerste etappe, hij reed die etappe uit met een breuk in zijn linkerknieschijf.

1e etappe ·
2e etappe ·
3e etappe ·
4e etappe ·
5e etappe ·
6e etappe ·
7e etappe ·
8e etappe ·
9e etappe ·
10e etappe ·
11e etappe ·
12e etappe ·
13e etappe ·
14e etappe ·
15e etappe ·
16e etappe ·
17e etappe ·
18e etappe ·
19e etappe ·
20e etappe ·
21e etappe
Startlijst · Eindstanden · Afbeeldingen